# Aleš Chmelíček
Aleš Chmelíček (* 24. února 1980 Nové Město na Moravě) je bývalý český profesionální fotbalový útočník.

## Hráčská kariéra
Začínal ve Žďáru nad Sázavou, odkud v dorosteneckém věku přestoupil do Sigmy Olomouc.

### První liga
V nejvyšší soutěži debutoval 28. února 1999 v Blšanech, kde Sigma prohrála 2:3. Prvoligovou kariéru uzavřel ve Slovácku. Celkem si v I. lize připsal 30 startů a 5 branek.

### Druhá liga
Ve druhé lize hrál za Baník Ratíškovice, B-mužstvo Sigmy Olomouc, LeRK Prostějov, Most, Kunovice, 1. HFK Olomouc a 1. FC Slovácko. Celkem zasáhl do 161 utkání a vstřelil 35 gólů.

### Nižší soutěže
V dresu FK Bystřice pod Hostýnem se stal v sezoně 2004/05 nejlepším střelcem Moravskoslezské fotbalové ligy s 19 góly (o prvenství se podělil s uničovským Tomášem Řehákem). V MSFL dal celkem 51 branku (1998–2013). Moravskoslezskou fotbalovou ligu hrál také za B-mužstvo Sigmy Olomouc, Opavu a Žďár nad Sázavou.
V sezoně 2011/12 se stal s 18 góly nejlepším střelcem Divize D, čímž se výrazně podepsal pod žďárský návrat do třetí nejvyšší soutěže (MSFL) po 19 letech (viz MSFL 1992/93).
Od 21. ledna 2013 do 10. října 2014 působil v klubu SK Eggenburg v nižší rakouské soutěži. Poté se vrátil do Žďáru nad Sázavou.

### Ligová bilance
| Ročník                              | Zápasy | Góly | Minuty | Klub                     |
| ----------------------------------- | ------ | ---- | ------ | ------------------------ |
| MSFL 1997/98                        | –      | 5    | –      | SK Sigma Olomouc „B“     |
| I. liga 1998/99                     | 1      | 0    | 15     | SK Sigma Olomouc         |
| MSFL 1998/99                        | –      | 9    | –      | SK Sigma Olomouc „B“     |
| II. liga 1999/00                    | 20     | 2    | –      | SK Baník Ratíškovice     |
| II. liga 2000/01                    | 27     | 6    | –      | SK Baník Ratíškovice     |
| I. liga 2001/02                     | 1      | 0    | 31     | SK Sigma Olomouc         |
| II. liga 2001/02                    | 3      | 0    | –      | SK Sigma Olomouc „B“     |
| II. liga 2001/02                    | 6      | 1    | –      | SK LeRK Prostějov        |
| II. liga 2001/02                    | 8      | 0    | –      | FC MUS Most 1996         |
| II. liga 2002/03                    | 15     | 2    | –      | FK Kunovice              |
| II. liga 2003/04                    | 5      | 1    | –      | FK Kunovice              |
| MSFL 2003/04                        | –      | 8    | –      | FK Bystřice pod Hostýnem |
| MSFL 2004/05                        | –      | 19   | –      | FK Bystřice pod Hostýnem |
| II. liga 2005/06                    | 1      | 0    | –      | SK Sigma Olomouc „B“     |
| II. liga 2005/06                    | 14     | 7    | –      | 1. HFK Olomouc           |
| I. liga 2005/06                     | 10     | 3    | 702    | SK Sigma Olomouc         |
| I. liga 2006/07                     | 5      | 0    | 262    | SK Sigma Olomouc         |
| II. liga 2006/07                    | 11     | 1    | –      | SK Sigma Olomouc „B“     |
| II. liga 2007/08                    | 24     | 9    | –      | 1. FC Slovácko           |
| II. liga 2008/09                    | 27     | 6    | –      | 1. FC Slovácko           |
| I. liga 2009/10                     | 13     | 2    | 843    | 1. FC Slovácko           |
| MSFL 2010/11                        | 16     | 7    | –      | SFC Opava                |
| MSFL 2012/13                        | 12     | 3    | –      | FC ŽĎAS Žďár nad Sázavou |
| CELKEM I. LIGA (1999–2010)          | 30     | 5    | 1 853  |                          |
| CELKEM II. LIGA (1999–2009)         | 161    | 35   | –      |                          |
| CELKEM III. LIGA – MSFL (1998–2013) | –      | 51   | –      |                          |